# 見沼の竜伝承

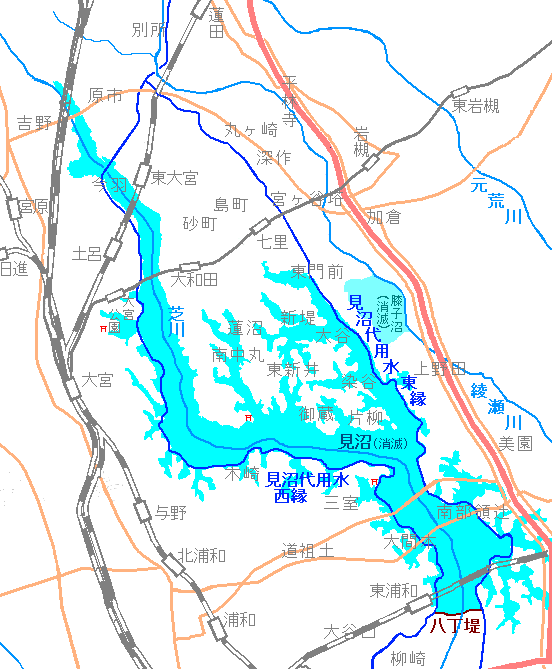
見沼があった区域

見沼の竜伝承（みぬまのりゅうでんしょう）とは、現在の埼玉県さいたま市にかつてあった巨大な沼「見沼」の周辺にみられる竜の伝承群のことである。さいたま市見沼区や緑区のほか、南は川口市から北はさいたま市岩槻区まで、各地に伝承が残っている。

## 主な伝承
見沼の竜伝承は様々なバリエーションが存在する。

見沼自然公園（さいたま市緑区）にある井沢弥惣兵衛像

江戸時代に干拓された武蔵国の見沼には、次のような伝承がある。徳川吉宗の治世、紀州藩から来た治水家の井沢弥惣兵衛が見沼の干拓を命ぜられた。弥惣兵衛は干拓の準備にとりかかったが、間もなく、彼が逗留する天沼の大日堂に1人の女性が訪ねてきた。彼女は自分を見沼の竜神だと言い、干拓によって見沼には住めなくなるので次の住処を見つけるまでの間作業を中止してほしい、と頼んだ。弥惣兵衛は彼女の話を真に受けずに工事を始めた。しかし様々な災難がふりかかり工事ははかどらず、干拓指揮者を務める弥惣兵衛も病気になり寝込んでしまった。するとあの女性が現れて、病気を治すから願いを聞き入れてくださいと言い、その後も毎晩のように現れては明け方に姿を消した。いっぽう弥惣兵衛の病状は回復に向かっていった。ある晩たまたま弥惣兵衛の寝床を訪れた人が、眠っている弥惣兵衛の体を炎を吐きながらなめ回す蛇女を見つけた。後でその人から一部始終を聞いた弥惣兵衛は恐怖を覚え、片柳の万年寺に移ったところ、その後は何事も起きず、工事も順調に進んだ。しかし万年寺で村人の葬儀を行った際、棺桶が山門をくぐったところで突如黒雲が空を覆い暴風が棺桶を持ち去るという怪事が発生した。享保13年、見沼干拓の竣工により弥惣兵衛が万年寺を去ると、怪事は一切起きなくなったという。しかし、弥惣兵衛を支援した関東郡代の伊奈氏は、オタケ様と呼ばれる見沼の竜神に祟られ、次々に災いに見舞われた。竜神が氷川女体神社の池に移ったと知った伊奈家の家老が神社にお参りをすると祟りは治まった。
川口市には見沼干拓工事の後日談が伝わっている。差間に残る伝承では、ある日人力車の車夫が美女を乗せて千葉へ向かったが、印旛沼付近にさしかかった時、美女が忽然と姿を消したという。人力車の座席は濡れており、植物のような臭いもした。村人達は、見沼の大蛇が住処を追われたため美女に変身して印旛沼に移ったのだろうと考えた。その後、見沼の大蛇はその姿を見せることはなかったといわれている。また、東内野に残る伝承では、ある日馬を連れた農夫が千住大橋の渡しの辺りで美女に出会い、見沼のほうに行きたいので馬に乗せてほしいという頼みを聞き入れて山口の弁天（見沼の三弁天の一つ）まで送り、彼女からお礼の品を受け取ったが、彼女の言葉に従い自宅に帰ってから包みを開けると蛇の鱗が2枚入っていたという。村人達は、印旛沼に移っていた見沼の主の大蛇が懐旧の思いにかられて帰ってきたのだろうと考えたという。関東郡代伊奈氏のいた赤山城にまつわる伝承では、庭園の池で伊奈氏が舟遊びを楽しんでいたところに山蛇が来て、見沼の竜神であると名乗り、住処を追われた怨みによって伊奈家に災いをもたらすと告げたという。
国昌寺（さいたま市緑区大崎）にまつわる伝承もある。見沼の竜は空腹のたびに沼で暴れたため、困った村人達が、日光から江戸への帰路にあった左甚五郎に竜を彫刻してもらい国昌寺の山門に納めたところ、竜は暴れなくなったという。他にも、「釘付けの竜」、「国昌寺の開かずの門」などの伝承が存在する。
伝承に登場する竜を祭る神社には「見沼竜神社」などがある。見沼竜神社は氷川女体神社（氷川女體神社）の中にある。

## 現代における竜伝承
さいたま市は市のマスコットキャラとして、見沼の竜伝承をモチーフにした「つなが竜ヌゥ」という名前のいわゆる「ゆるキャラ」を作成した。
2013年には、見沼の竜をはじめ埼玉県に伝わる妖怪を題材にした映画『あやかしの世界』が制作され、川口市のSKIPシティの10周年記念イベントで上映された。（「あやかしの世界」を参照）

## 関連書籍
- 宮田正治 著、吉本宗 絵 『見沼の竜』 幹書房〈埼玉の民話絵本 1〉、1988年6月。ISBN 978-4-944004-02-7。
- 宮田正治 『見沼の竜と小さな神さまたち』 さきたま出版会、2002年7月。ISBN 978-4-87891-127-9。